# Alaska (filme)
Alaska (Brasil: Alaska - Uma Aventura Inacreditável [carece de fontes?]) é um filme de ação-aventura 1996 que gira em torno de dois filhos que buscam através do deserto do Alasca pelo seu pai perdido. Durante a jornada eles encontram um urso polar que ajuda a levá-los a seu pai. No entanto, um caçador com um desejo de capturar o urso segue de perto as crianças e o urso polar. O filme foi filmado principalmente nas montanhas de Purcell de Colúmbia Britânica, no Canadá e na cidade de Vancouver.[carece de fontes?]
Alaska é protagonizado por Thora Birch, que atuou no filme Beleza Americana de 1999, Vincent Kartheiser da série Mad Men e com Charlton Heston que é o pai de Fraser Clarke Heston, diretor do filme.

## Sinopse
Um casal de irmãos órfão de mãe muda-se para o Alasca. Certo dia, o pai se perde durante uma tempestade. Eles tentam resgatá-lo com a ajuda de um filhote de urso polar.[carece de fontes?]

## Elenco
- Thora Birch — Jessie Barnes
- Vincent Kartheiser — Sean Barnes
- Dirk Benedict — Jake Barnes
- Charlton Heston — Colin Perry the Poacher
- Duncan Fraser — Koontz
- Gordon Tootoosis — Ben
- Ben Cardinal — Charlie

## Recepção da crítica
Alaska tem recepção desfavorável por parte da crítica especializada. Possui um índice de aprovação de 18% em base de 11 críticas no Rotten Tomatoes.